# Fontana di Piazza Colonna
Fontana di Piazza Colonna är en fontän på Piazza Colonna i Rione Colonna i Rom. Fontänen designades av skulptören Giacomo della Porta och utfördes av Rocco De Rossi. Fontänen, som förses med vatten från Acqua Vergine, är belägen framför Marcus Aurelius-kolonnen.

## Beskrivning
Fontänen, som beställdes av påve Gregorius XIII, har ett brunnskar med delfiner som bär upp snäckskal; ur delfinernas gap strömmar vattnet. Brunnskaret är dekorerat med sexton lejonhuvuden. Fontänen restaurerades år 1656 under ledning av Giovanni Lorenzo Bernini. År 1830 utförde skulptören Achille Stocchi en restaurering. Fontänen renoverades vid två tillfällen under 1990-talet.

## Bilder
| - Fontänen med Marcus Aurelius-kolonnen till vänster. - Delfiner. - Fontana di Piazza Colonna på en karta från år 2021. |